# Alçay-Alçabéhéty-Sunharette
Alçay-Alçabéhéty-Sunharette (in basco Altzai-Altzabeheti-Zunharreta) è un comune francese di 238 abitanti situato nel dipartimento dei Pirenei Atlantici nella regione della Nuova Aquitania. È il risultato della fusione dei tre comuni di Alçay, Alçabéhéty e Sunharette avvenuta il 29 gennaio 1831.

## Società

### Evoluzione demografica
Abitanti censiti

## Chiese dei tre ex comuni

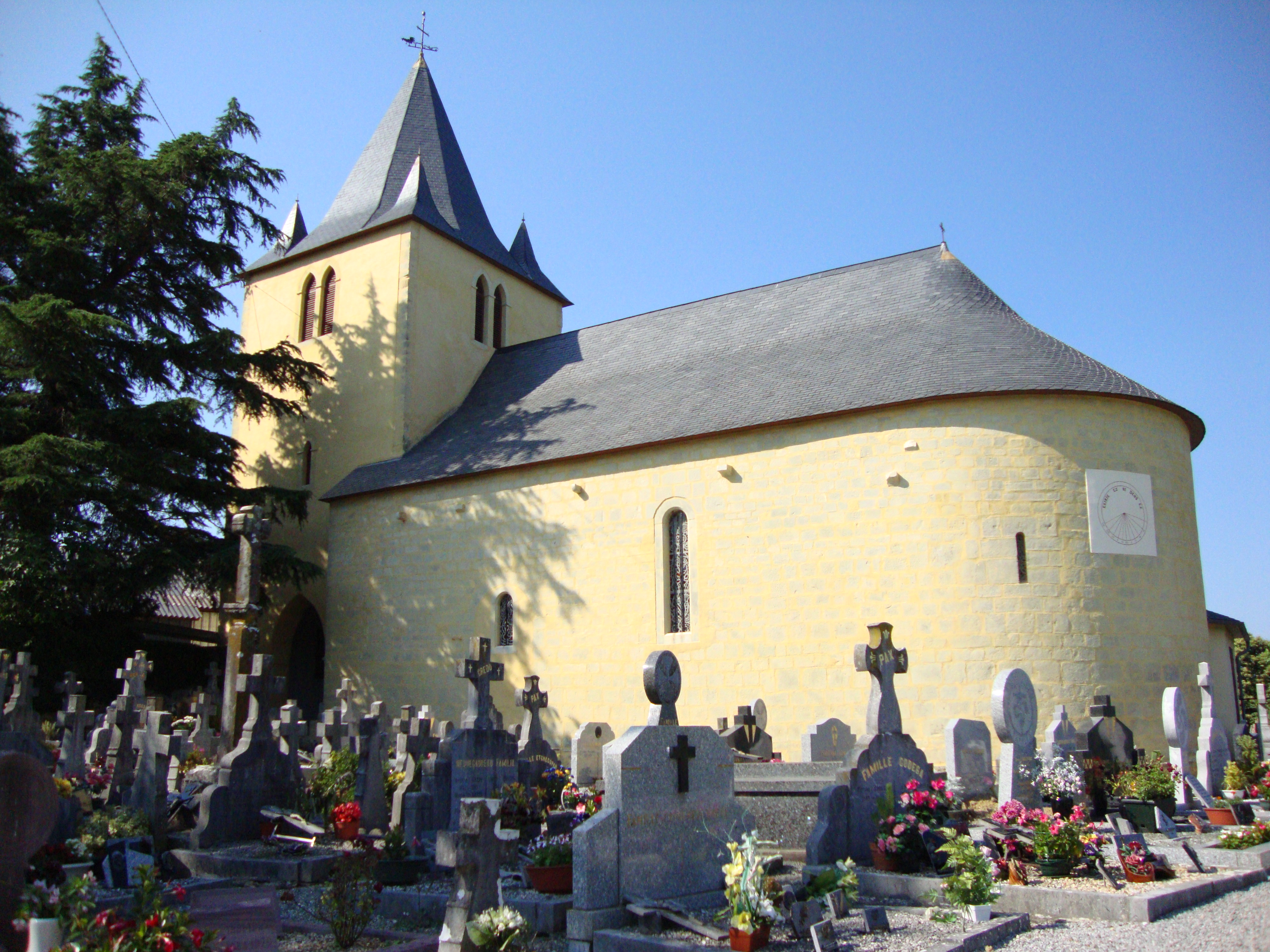
Chiesa di San Pietro e cimitero ad Alçay
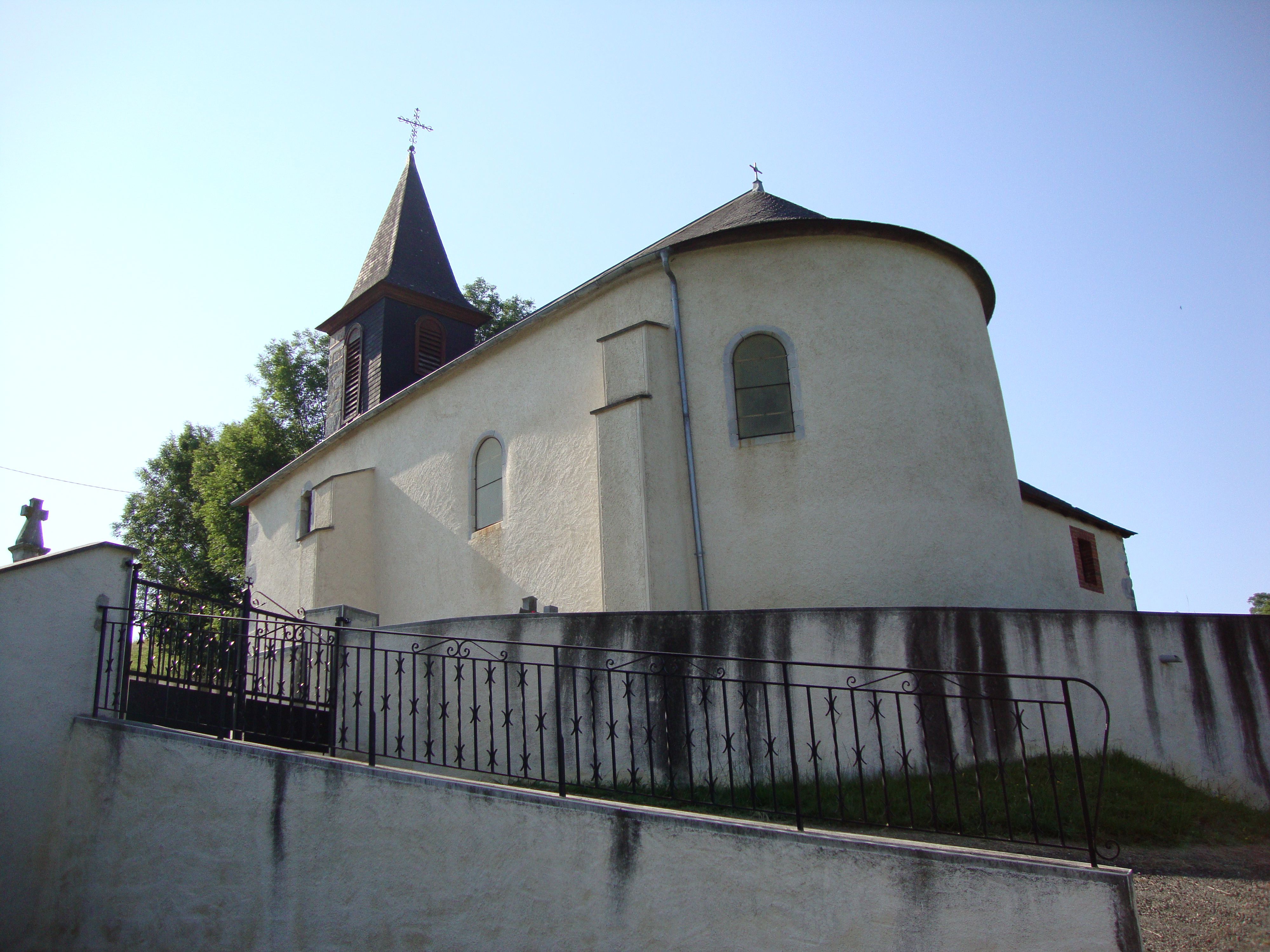
Chiesa di Sant'Andrea a Sunharette
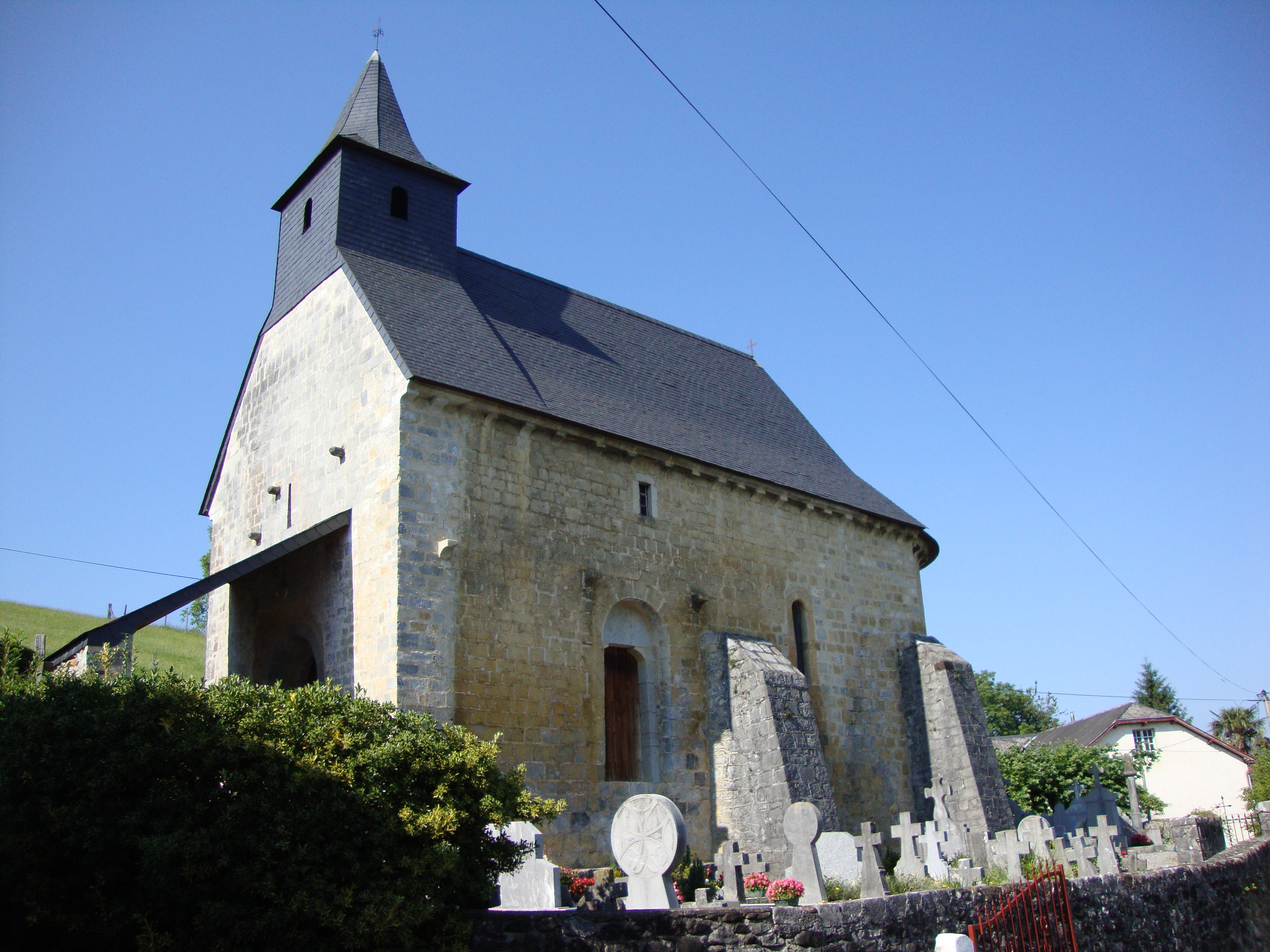
Chiesa di Sant'Agnese e cimitero ad Alçabéhéty